# Förtjänst
För andra betydelser av termen förtjänst, se Förtjänst (olika betydelser)
Förtjänst är förhållandet att en eller flera personer förtjänar någonting, positivt eller negativt. Att definiera begreppet har visat sig problematiskt, även om många människor har en intuitiv uppfattning om vad det innebär att förtjäna någonting. Begreppet är nära relaterat till rättvisa, meritokrati, hämnd, skuld och straff. En del filosofiska tänkare anser att det är rättvist att var och en får vad de förtjänar. Andra, till exempel John Rawls, har menat att förtjänst inte primärt har med rättvisa att göra.
En begreppsanalys visar att förtjänst alltid innehåller minst tre element; ett förtjänande subjekt, ett förtjänat objekt och en grund för förtjänsten. Att "Kalle förtjänar ett bra betyg därför att han har gjort bra ifrån i skolan" är ett exempel på en situation med förtjänst. Här spelar Kalle rollen som förtjänande subjekt, betyget är objektet för hans förtjänst, och grunden för att Kalle förtjänar ett bra betyg är att han har gjort bra ifrån sig i skolan. I vissa fall tycks det även förekomma ett fjärde element, en källa, det vill säga den eller det som ska tillhandahålla det förtjänade objektet till det förtjänande subjektet. I exemplet med Kalle kan det vara hans lärare: "Kalle förtjänar ett bra betyg av sin lärare därför att han har gjort bra ifrån i skolan." Det finns emellertid anledning att inte inkludera detta fjärde element i begreppsanalysen. En anledning till detta är att det inte alltid är närvarande; det finns situationer där det inte går att specificera källan. Ett exempel på det är: "Det har gått så dåligt för Lisa den senaste tiden, hon förtjänar verkligen lite tur nu." I detta exempel går det inte att ange vem det är som ska se till att hon får det som hon förtjänar, nämligen tur.
En fråga som har diskuterats är den om vilka eller vad som kan förtjäna. Frågan är om det bara är människor som kan förtjäna, om det finns icke-mänskliga djur som kan förtjäna, och kanske till och med ting. Att kunna resonera eller att kunna uppleva smärta och njutning skulle kunna fungera som kriterier för vilka eller vad som kan förtjäna. Kriterierna står dock i motsättning till hur man använder förtjänst-terminologin. "Det här förslaget förtjänar allas stöd" är ett fullt begripligt påstående, men här tycks ett omedvetet ting vara förtjänstens subjekt.
Förtjänst tycks också förutsätta att grunden för subjektets förtjänst är en handling som subjektet är ansvarig för. "Adam förtjänar att straffas för sitt brott", "Annika förtjänar en medalj för sin insats på äldreboendet" och "Rebecka förtjänar beröm för att ha stått upp för sig själv" är exempel som alla pekar på handlingar som subjekten skulle kunna sägas vara ansvariga för. En del anser att det är omöjligt att förtjäna någonting på grund av en handling, händelse eller faktum som man själv inte är ansvarig för. Detta strider mot hur man ibland använder språket. Ett exempel på ett påstående om förtjänst som inte involverar något ansvar är: "Så vacker hon är, hon förtjänar att vinna den här skönhetstävlingen". På grundval av sådana exempel har vissa dragit slutsatsen att, om det finns en koppling mellan förtjänst och ansvar, så är den mer komplicerad än vad man i första hand kan tro. Det finns emellertid tänkare som har förnekat att förtjänst kan föreligga utan att ha föregåtts av en handling som det förtjänande subjektet är ansvarig för. En del har till och med dragit slutsatsen att, eftersom alla våra handlingar styrs av faktorer som vi inte själva kan kontrollera, som genetiskt arv och sociala omständigheter, så kan vi heller inte vara ansvariga för våra handlingar och därmed heller inte förtjäna någonting. Andra tänkare har övergett tanken om en stark koppling mellan förtjänst och ansvar, och istället hävdat att förtjänst hänger ihop med uppskattande attityder. Denna inställning kan definieras som att "x ligger till grund för förtjänst om och endast om x ligger till grund för en uppskattande attityd".